# Tipula reciproca
Tipula reciproca är en tvåvingeart som beskrevs av Alexander 1946. Tipula reciproca ingår i släktet Tipula och familjen storharkrankar. Inga underarter finns listade i Catalogue of Life.